# Anatkina tagalica
Anatkina tagalica är en insektsart som först beskrevs av Carl Stål 1870.  Anatkina tagalica ingår i släktet Anatkina och familjen dvärgstritar. Inga underarter finns listade i Catalogue of Life.